# From the Fire
From the Fire – singiel zespołu Fields of the Nephilim wydany w 2002 roku, przez wytwórnię Jungle Records. Singiel promował nieakceptowany przez McCoya album Fallen. Oba wydawnictwa zapoczątkowały konflikt między zespołem a wytwórnią, który zaowocował zerwaniem kontraktu.

Singiel ukazał się w formacie winylowym (10") i kompaktowym, przy czym kompakt miał dwie wersje tzw. blue edition i red edition. Nagrania koncertowe na singlach pochodziły z 1988 roku z Town & Country Club.
Singiel z wersji red edition był dołączony jako "bonus disc" także do limitowanego wydania albumu Fallen, z tym, że nie w standardowym pudełku a w czarnej kopercie. 
Spis utworów:
winyl 10":
1. From the Fire (extended version)
2. From the Fire (radio edit)
3. Moonchild (live)

cd blue edition:
1. From the Fire (radio edit) (3:46)
2. From the Fire (extended version) (4:58)
3. Trees Come Down (live) (3:33)

cd red edition:
1. From the Fire (radio edit) (3:47)
2. Love Under Will (live) (6:10)
3. Laura (live) (5:48)